# Monique Horrent
Monique Horrent épouse Duquesnoy, née le 3 juillet 1952 à Tourcoing et morte le 30 mai 2006 à Perpignan, est une athlète française, spécialiste du saut en hauteur.

## Biographie
Elle est sacrée championne de France du saut en hauteur en 1972 et championne de France en salle en 1972 et 1973.
Son record personnel au saut en hauteur est de 1,78 m (1975).